# ریچارد بسکین
ریچارد بسکین (انگلیسی: Richard Baskin) آهنگساز فیلم و تهیه‌کننده آمریکایی است. وی بیشتر برای نوشتن چندین آهنگ برای فیلم نشویل به کارگردانی رابرت آلتمن و چند موسیقی فیلم دیگر در دهه‌های هفتاد و هشتاد میلادی شناخته شده است. وی نهایتاً کارگردان شد و با باربارا استرایسند، راد استوارت و التون جان به کارگردانی موزیک ویدئو و نیز ساختن فیلم‌های بلند پرداخت.